# The Inner Light
The Inner Light è un brano musicale dei Beatles del 1968 scritto da George Harrison, e pubblicato come lato B di Lady Madonna. Viene ricordata per essere la prima canzone composta da George Harrison ad essere stata pubblicata su un singolo dei Beatles in patria.

## Storia
Dopo le più celebri Love You To e Within You Without You, si tratta dell'ultima composizione di Harrison nei Beatles a mostrare evidenti influenze di musica indiana. Il testo è una rielaborazione di un poema tratto dal Daodejing, che Harrison mise in musica su raccomandazione di Juan Mascaró, un erudito studioso di lingua sanscrita che aveva tradotto il brano nel suo libro del 1958 Lamps of Fire.
Harrison registrò la traccia base strumentale di The Inner Light a Bombay nel gennaio 1968, durante le sessioni per il suo album solista Wonderwall Music, colonna sonora dell'omonimo film (distribuito in Italia con il titolo Onyricon). È l'unica incisione dei Beatles ad essere stata eseguita fuori Europa ed introduce alcuni strumenti tradizionali indiani quali sarod, shehnai e pakhavaj nel sound della band. I musicisti presenti nella traccia includono Aashish Khan, Hanuman Jadev e Hariprasad Chaurasia. A parte la traccia vocale di Harrison, incisa a Londra, l'unico contributo dei Beatles al brano furono i cori di sottofondo collettivi sul finale del brano.
Nonostante sia uno dei pezzi più misconosciuti dei Beatles, alla sua pubblicazione The Inner Light riscosse varie lodi da parte della critica musicale grazie alla sua qualità melodica e all'evocazione dell'esperienza della meditazione trascendentale. Jeff Lynne e Anoushka Shankar eseguirono la canzone nel corso dello show Concert for George del novembre 2002, a un anno dalla scomparsa di George Harrison. Nel 1992 lo sceneggiatore Morgan Gendel intitolò The Inner Light un episodio della serie televisiva Star Trek: The Next Generation, come omaggio alla canzone.
(The Inner Light, The Beatles)
Nella sua autobiografia, I, Me, Mine, George Harrison scrisse che l'ispirazione per The Inner Light gli venne da Juan Mascaró, uno studioso del sanscrito presso la Cambridge University. Mascaró aveva preso parte a un dibattito in televisione nel corso della trasmissione The Frost Programme il 4 ottobre 1967, durante il quale Harrison e John Lennon avevano discusso i meriti della meditazione trascendentale davanti a un pubblico di accademici e leader religiosi. In una successiva lettera a Harrison, datata 16 novembre, Mascaró espresse la speranza di poterlo incontrare nuovamente prima della partenza dei Beatles per l'India, dove il gruppo avrebbe studiato meditazione con il guru Maharishi Mahesh Yogi. Mascaró allegò alla lettera una copia del suo libro Lamps of Fire, un'antologia di scritture religiose. Essendo un ammiratore del messaggio spirituale insito nella recente composizione di Harrison Within You Without You, Mascaró scrisse: «forse potrebbe interessarti musicare qualche brano del Tao, per esempio il capitolo n. 48, pagina 66 del mio libro?».
Harrison scrisse la canzone durante il periodo nel quale iniziò i suoi primi progetti musicali al di fuori dei Beatles, componendo la colonna sonora del film Wonderwall di Joe Massot, e continuando lo studio del sitar, in parte sotto la guida di Ravi Shankar. Quando compose The Inner Light, George operò minimi cambiamenti al testo originale del capitolo 47 del Libro della Via e della Virtù (Daodejing), ovverosia uno dei testi fondamentali scritti da Laozi, il padre fondatore del sistema religioso taoista.
Dopo Within You Without You, The Inner Light fu la seconda composizione di Harrison a riflettere pienamente la sua immersione nella filosofia indiana, con particolare attenzione verso la meditazione, interesse che aveva poi diffuso tra gli altri Beatles.

## Registrazione
La parte strumentale fu registrata in India, a Bombay, durante la sessione di George Harrison per l'album solista Wonderwall Music, nel mese di gennaio del 1968, successivamente la traccia venne completata in studio di registrazione a Londra, dove furono incise la parte vocale di Harrison e i cori da parte degli altri Beatles.

### Bombay

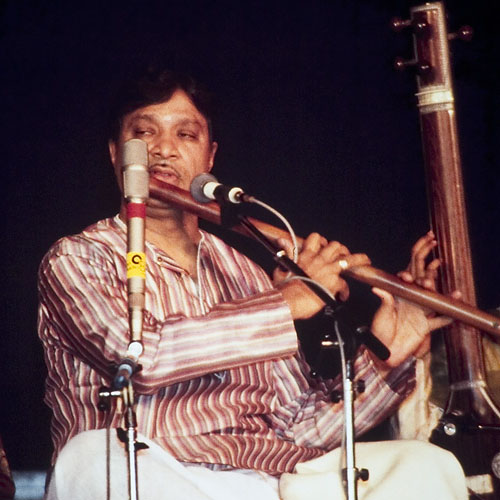
Hariprasad Chaurasia, fotografato mentre suona il bansuri, un particolare flauto di bambù

Avendo già utilizzato dei musicisti indiani dell'Asian Music Circle in Love You To e Within You Without You, Harrison decise di registrare The Inner Light direttamente in India con l'impiego di alcuni musicisti locali. Ai primi di gennaio 1968, si recò presso gli HMV Studios di Bombay per incidere le parti strumentali della colonna sonora di Wonderwall. Il giorno dopo aver completato il lavoro per il film, il 13 gennaio, Harrison registrò altri brani strumentali per un possibile utilizzo futuro, e uno di essi divenne la base strumentale di The Inner Light. Cinque take del brano furono registrate su un registratore a due tracce.
I musicisti della sessione furono reclutati da Shambhu Das, che aveva aiutato Harrison ad imparare i primi rudimenti del sitar nel corso della sua precedente visita a Bombay nel 1966, e Vijay Dubey, dirigente A&R della HMV Records in India. Suonarono sulla traccia Aashish Khan (sarod), Mahapurush Misra (pakhavaj), Hanuman Jadev (shehnai), Hariprasad Chaurasia (bansuri) e Rijram Desad (harmonium).

### Londra
Tornato a Londra, Harrison completò la canzone durante le sessioni in studio per il nuovo singolo dei Beatles, che avrebbe dovuto impegnare il mercato durante il soggiorno del gruppo a Rishikesh in India, con il Maharishi. Una volta trasferita la traccia incisa a Bombay su un nastro a quattro tracce, Harrison incise la traccia vocale il 6 febbraio, presso gli EMI Studios (ora Abbey Road Studios). Due giorni dopo, McCartney e Lennon sovraincisero i cori di sottofondo alla fine della canzone, sopra le parole "Do all without doing".
The Inner Light era tenuta in alta considerazione dagli altri membri dei Beatles, e piaceva particolarmente a McCartney, così venne scelta per diventare la B-side del prossimo singolo in uscita. Fu la prima canzone di Harrison ad essere pubblicata su un singolo dei Beatles in Gran Bretagna, oltre che l'unica canzone del gruppo ad essere incisa fuori dall'Europa.

## Accoglienza
La canzone venne pubblicata come lato B del 45 giri Lady Madonna il 15 marzo 1968 in Gran Bretagna, mentre negli Stati Uniti uscì tre giorni dopo. Mentre Chris Welch di Melody Maker espresse dei dubbi circa il potenziale della canzone, il recensore di Billboard scrisse che The Inner Light, gettava "un incantesimo meditativo sulla band". Negli Stati Uniti, la B-side entrò in classifica a sé stante nella Billboard Hot 100 restandovi una settimana, raggiungendo la posizione numero 96. In Australia, venne pubblicata come doppio lato A insieme a Lady Madonna, e il 45 giri raggiunse la vetta della classifica dei singoli.
Nella descrizione di The Inner Light ad opera dello scrittore e critico David Quantick, se Lady Madonna rappresenta l'allontanamento dei Beatles dalla psichedelia degli anni precedenti, The Inner Light è una "chiara testimonianza del soggiorno del gruppo in India". Paul Saltzman, un regista canadese ispirato dai temi del periodo indiano dei Beatles, si unì alla band all'ashram del Maharishi e ricordò di aver lì sentito la canzone per la prima volta.
Il soggiorno dei Beatles in India del 1968 ebbe come risultato un aumento di interesse generale verso la spiritualità, la cultura e la filosofia indiane presso la gioventù occidentale, ma segnò anche la fine della "fase mistica" della band. A partire dal giugno di quell'anno, Harrison abbandonò lo studio del sitar e tornò alla chitarra come suo strumento principale. Nel corso di un'intervista a settembre, Harrison discusse del suo rinnovato interesse verso la musica rock e definì The Inner Light una "delle sue cose precedenti".
È considerata una delle canzoni meno conosciute e più rare dei Beatles: la sua prima apparizione su un album ufficiale (non cofanetto) della band fu sulla raccolta Rarities; successivamente fu disponibile nella antologia The Beatles Collection uscita su cofanetto nel 1978. Inoltre è apparsa nella collezione Por Siempre Beatles distribuita, solamente, sul mercato spagnolo nel 1971. Solo nel 1988 è stata infine resa disponibile in formato compact disc, pubblicata su CD nella raccolta Past Masters Vol. II, rendendosi così facilmente reperibile.

## Formazione
The Beatles
- George Harrison - voce
- John Lennon - armonie vocali
- Paul McCartney - armonie vocali

Altri musicisti
- Hanuman Jadev - shehnai
- Hariprasad Chaurasia - bansuri
- Aashish Khan - sarod
- Mahapurush Misra - pakhavaj
- Rijram Desad - harmonium